# 공상
공상(空想)
- 판타지
- 공견하는 것.

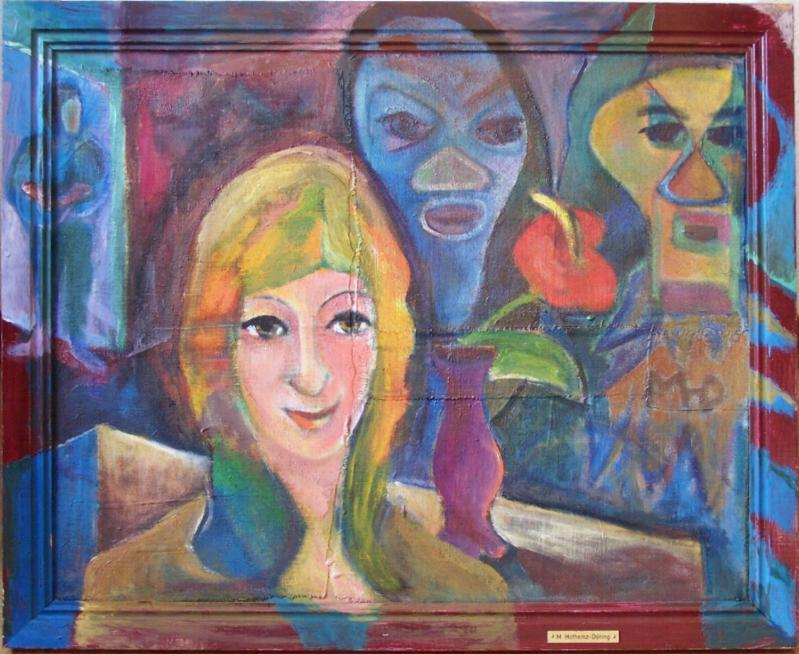

- 그 시점에서는 실현되어 있지 않은 것에 대해 머리 안에서 실현되고 있는 장면을 상상하는 것.

실재하지 않는 것, 일에 대해서 「공상 속의 산물」 「공상 속의 생물」등으로 이용된다. 이야기의 상당수는 공상을 출발점으로 하고 있다. 사이언스 픽션은 과학적 공상을 바탕으로 한 이야기이며, 판타지는 신화나 전설, 신비 사상을 바탕으로 한, 또 호러는 심령을 소재로 한 공상 이야기라고도 말할 수 있다.

## 같이 보기
- 망상